# Mission : Planète rouge
Mission : Planète rouge est un jeu de société créé par Bruno Faidutti et Bruno Cathala en 2005 et édité par Asmodée, puis dans une seconde édition par Fantasy Flight Games. La première édition est illustrée par Christophe Madura, la seconde par Andrew Bosley.

## Univers
Dans un univers steampunk, les joueurs sont à la tête de compagnies minières qui cherchent à envoyer des astronautes sur Mars afin de prendre de vitesses ses concurrents et s'assurer le contrôle des régions les plus prometteuses de la planète.

## Description
Mission Planète Rouge combine des mécanismes de bluff et de stratégie. Il s'inspire de jeux comme Citadelles ou El Grande.
Le jeu se déroule en 10 tours.
A chaque tour, les joueurs choisissent secrètement un personnages, qui sont ensuite appelés un par un (par ordre de numéro) et le(s) joueur(s) qui ont choisi se personnage jouent leurs actions, consistant généralement à placer un ou plusieurs astronautes dans les navettes, puis à effectuer une action spécifique.
En fin de tour, les navettes pleines décollent et atterrissent sur mars pour y déposer les astronautes embarqués.
Celui qui possède le plus d'astronautes dans une région au moment d'un décompte (tours 5, 8 et 10), gagne des points de score, et le joueur qui dispose du score le plus élevé à la fin des dix tours remporte la partie.